# 巴瓦尼萨加尔
巴瓦尼萨加尔（Bhavanisagar），是印度泰米尔纳德邦Erode县的一个城镇。总人口4156（2001年）。

## 人口
该地2001年总人口4156人，其中男性2120人，女性2036人；0—6岁人口394人，其中男204人，女190人；识字率63.52%，其中男性为72.64%，女性为54.03%。